# Castell-Platja d’Aro
Castell-Platja d’Aro település Spanyolországban, Girona tartományban. Castell-Platja d’Aro Calonge, Sant Feliu de Guíxols és Santa Cristina d'Aro községekkel határos. Lakosainak száma 12 981 fő (2024).

## Népesség
A település népessége az elmúlt években az alábbi módon változott:
| Lakosok száma | 776  | 1197 | 1172 | 1358 | 4219 | 8470 | 10 376 | 10 721 | 10 860 | 12 981 |
|               | 1717 | 1887 | 1936 | 1960 | 1986 | 2004 | 2009   | 2014   | 2019   | 2024   |